# Aleksandra Rojewska
Aleksandra Rojewska (ur. 1966 w Jeleniej Górze) – polska aktorka dubbingowa i autorka polskich dialogów.

## Polski dubbing
- 2010: Viva High School Musical Meksyk: Pojedynek
- 2009: Star Wars: The Clone Wars – Republic Heroes – Padmé Amidala
- 2008: Gwiezdne wojny: Wojny klonów – Padmé Amidala
- 2006–2008: Kapitan Flamingo –
  - Tabita,
  - Megan,
  - Max,
  - Mama Owena (we wszystkich odcinkach oprócz „Pędź i wrzeszcz”)
- 2006: H2O – wystarczy kropla –
  - Amber,
  - Tifanny (niektóre odcinki)
- 2005: Gwiezdne wojny: część III – Zemsta Sithów – Senator Padmé Amidala
- 2005: A.T.O.M. Alpha Teens On Machines
- 2004: Super Robot Monkey Team Hyperforce Go!
- 2003–2005: Gwiezdne wojny: Wojny klonów – Senator Padmé Amidala
- 2003: Legenda Nezha – Nezha
- 2002: Kryptonim: Klan na drzewie – różne głosy
- 2002: Gwiezdne wojny: część II – Atak klonów –
  - Senator Padmé Amidala,
  - Jedno z dzieci Jedi
- 2002: Tego już za wiele
- 2001–2007: Ach, ten Andy! –
  - Lori Mackney (w I i III serii niektóre odcinki na przemian z Joanną Pach, cała II seria),
  - Teri (w I serii niektóre odcinki na przemian z Iwoną Rulewicz)
- 2001–2004: Samuraj Jack – Kuni (odc. 35)
- 2001–2004: Medabots – różne głosy
- 2001–2003: Clifford – Was
- 2001: Maluchy spod ciemnej gwiazdki – Gwen
- 2001: Wakacje. Żegnaj szkoło
- 2000: Kruche jak lód: Walka o złoto
- 1999–2003: Nieustraszeni ratownicy
- 1999–2000: Digimon –
  - T.K.,
  - Salamon,
  - Gatomon,
  - Angewomon
- 1999: Gwiezdne wojny: część I – Mroczne widmo – Padmé Amidala
- 1998-2005: Atomówki
- 1998: Teknoman
- 1995: Powrót do Wiklinowej Zatoki – Cecylia
- 1994–1998: Magiczny autobus – Kitka
- 1993–1995: Dwa głupie psy
- 1993–1995: Szmergiel
- 1993: Huckleberry Finn
- 1992–1998: Batman
- 1992–1997: X-Men – Jubilee (niektóre odcinki na przemian z Krystyną Kozanecką i Iwoną Rulewicz)
- 1992: Tęczowe rybki
- 1991–1993: Powrót do przyszłości – Jennifer Parker
- 1989–1992: Karmelowy obóz – Vanessa
- 1987: Dennis Rozrabiaka
- 1986–1987: Kucyki i przyjaciele
- 1985–1988: M.A.S.K. – Scott TrakkeR
- 1982: Kaczorek Kwak – narrator
- 1972: Pinokio – Wróżka
- 1960-1966: Flintstonowie

## Dialogi polskie
- 2007: Magi-Nation (odc. 1-3, 6)
- 2007: Miejskie szkodniki (odc. 1-2, 5-7)
- 2006–2008: Kapitan Flamingo (odc. 29-30, 33-36)
- 2006–2008: Team Galaxy – kosmiczne przygody galaktycznej drużyny (odc. 16-17, 20-21, 27-29, 40-44, 52)
- 2006–2007: H2O – wystarczy kropla (odc. 27-34, 57-59)
- 2006: Power Rangers: Mistyczna moc (odc. 27-32)
- 2006: Ōban Star Racers (odc. 2-6, 11-13)
- 2006: Galactik Football (odc. 1-30, 33, 35, 51-52)
- 2005: A.T.O.M. Alpha Teens On Machines
- 2004–2007: Leniuchowo (odc. 1-10)
- 2004: Power Rangers Dino Grzmot (odc. 1-2, 5)
- 2003: Tutenstein (odc. 34)
- 2002–2007: Naruto (odc. 33-38, 45-46)
- 2001–2007: Ach, ten Andy! (odc. 54, 57-59, 61, 64, 78)
- 2001–2003: Gadżet i Gadżetinis (odc. 34-35, 41-42)
- 2000–2006: Słowami Ginger
- 2000: Kruche jak lód: Walka o złoto
- 1999–2001: Dzieciaki z klasy 402
- 1998−1999: Zły pies (odc. 29-30, 34, 37-39)
- 1989–1992: Karmelowy obóz (odc. 26-27, 29, 32-34)